# Albert Hecht
Albert Hecht (Bruxelles, 2 luglio 1842 – Parigi, 21 agosto 1889) è stato un banchiere, mercante e collezionista d'arte francese, considerato uno dei maggiori collezionisti impressionisti del tempo.

## Biografia
Nacque a Bruxelles da Maurice Hecht (nato a Bad Dürkheim nel 1814 e morto a Parigi nel 1891), anch'egli collezionista d'arte, e da Jeanne Kohn. Ebbe due fratelli Myrtil e Henri. Con quest'ultimo, condividendo la forte passione per l'arte, costituì una collezione privata di centinaia di opere, principalmente impressioniste.
Fu grande amico, oltre che collezionista, di Édouard Manet. In seguito frequentando gli ambienti artistici impressionisti divenne grande amico di Edgar Degas, Claude Monet, Camille Pissarro, Pierre-Auguste Renoir.
Morì a 47 anni a Parigi. Lasciò in eredità la grande collezione privata alla figlia Suzanne Hecht Pontremoli. Quest'ultima si era sposata con il noto architetto francese Emmanuel Pontremoli.

## Collezione Hecht
La collezione racchiude i quadri acquistati dai fratelli Albert ed Henri Hecht.

### Van Oostsanen
- Jacob Pijnssen, eseguito nel 1514 da Jacob Cornelisz van Oostsanen attualmente conservato presso il Rijksmuseum Twenthe.[3]

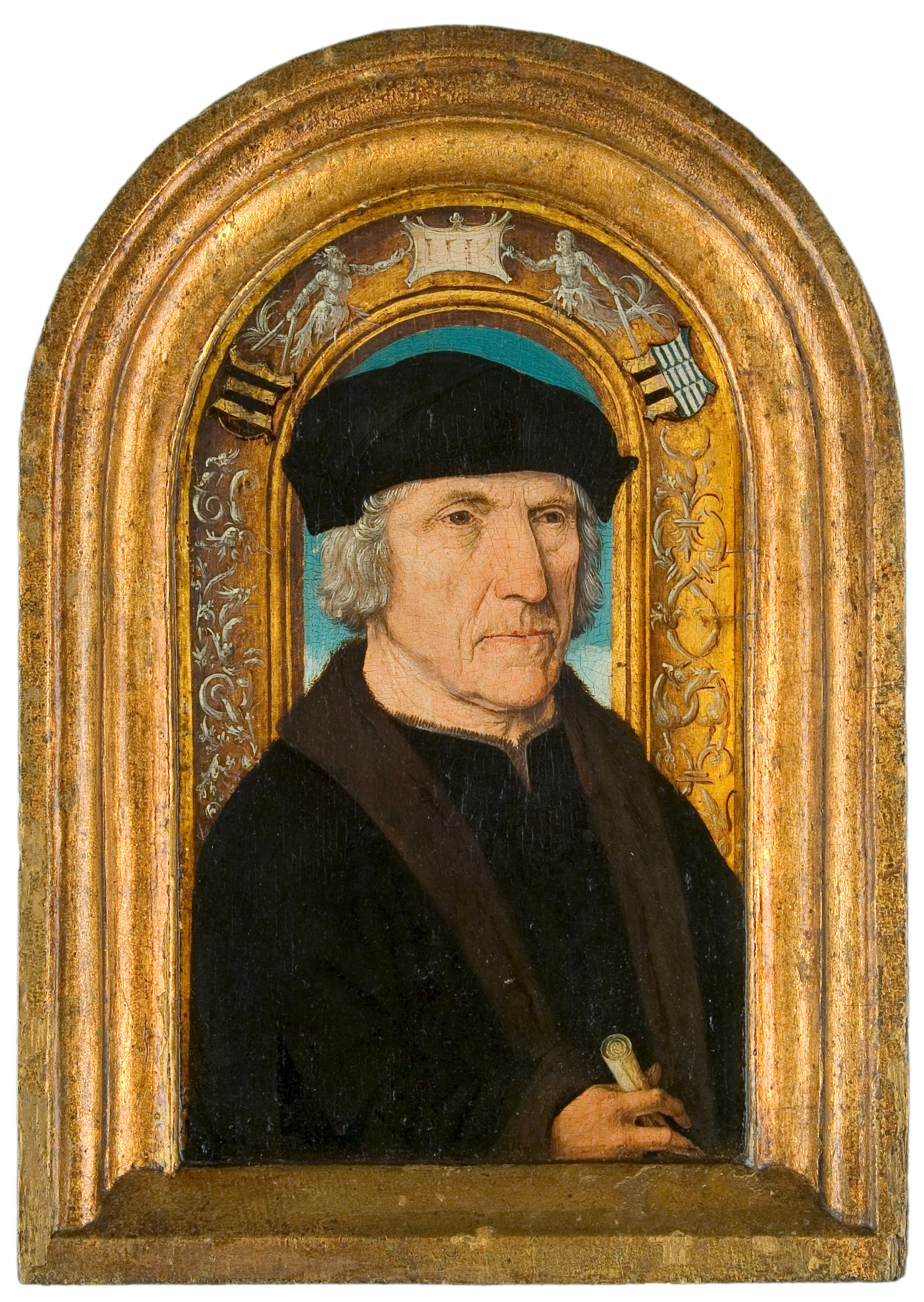
Jacob Cornelisz van Oostsanen, Jacob Pijnssen, 1514

### Flinck
- Ritratto di un uomo barbuto in busto, eseguito nel 1638 da Govert Flinck attualmente conservato presso una collezione privata.[4]

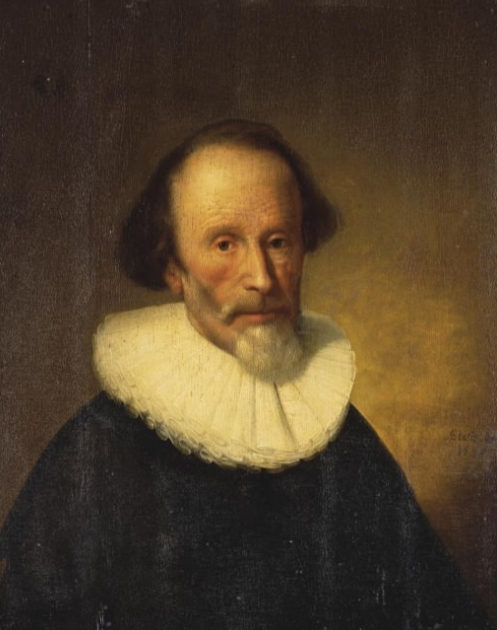
Govert Flinck, Ritratto di un uomo barbuto in busto, 1638

### Van der Werff
- Ritratto di una donna nelle vesti di Diana, eseguito nel 1686 da Adriaen van der Werff attualmente conservato presso una collezione privata.[5]

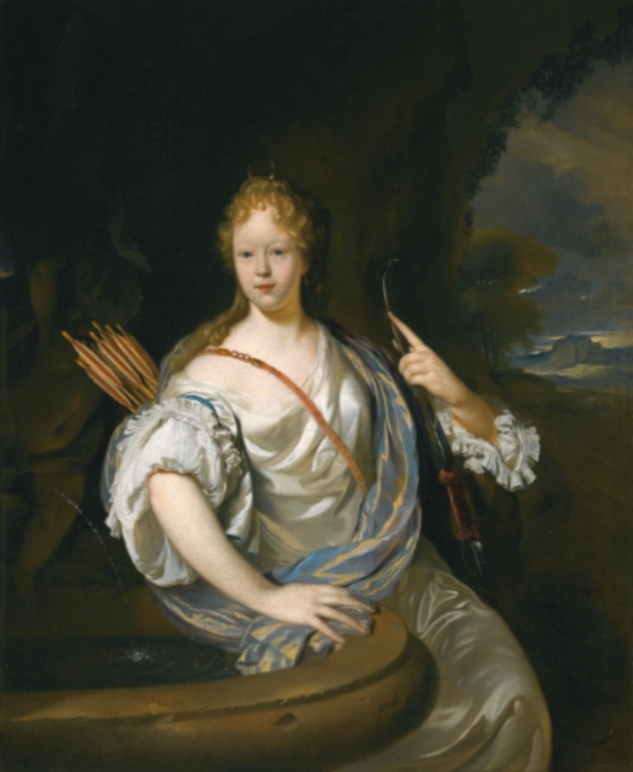
Adriaen van der Werff, Ritratto di una donna nelle vesti di Diana, 1686

### Fragonard
- The Procuress, eseguito nel 1770 da Jean-Honoré Fragonard attualmente conservato presso la Fondazione Jan Krugier.[6]
- Susannah e gli anziani, eseguito nel 1776 da Jean-Honoré Fragonard attualmente conservato presso una collezione privata.[7]

### Delacroix
- Cristo sul mare di Galilea, eseguito nel 1852 da Eugène Delacroix attualmente conservato presso la Collezione Emil Bührle.[8]

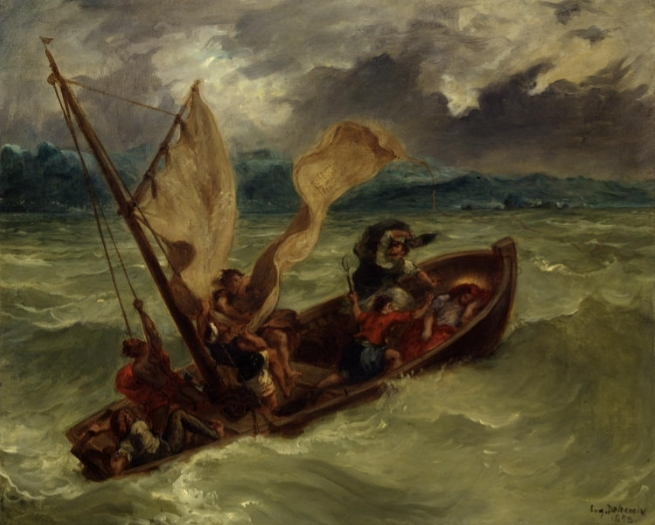
Eugène Delacroix, Cristo sul mare di Galilea, 1853

- Saada, la moglie Abraham Ben-Chimol, e Préciada, una delle loro figlie, eseguito nel 1832 da Eugène Delacroix attualmente conservato presso il Metropolitan Museum of Art.[9]

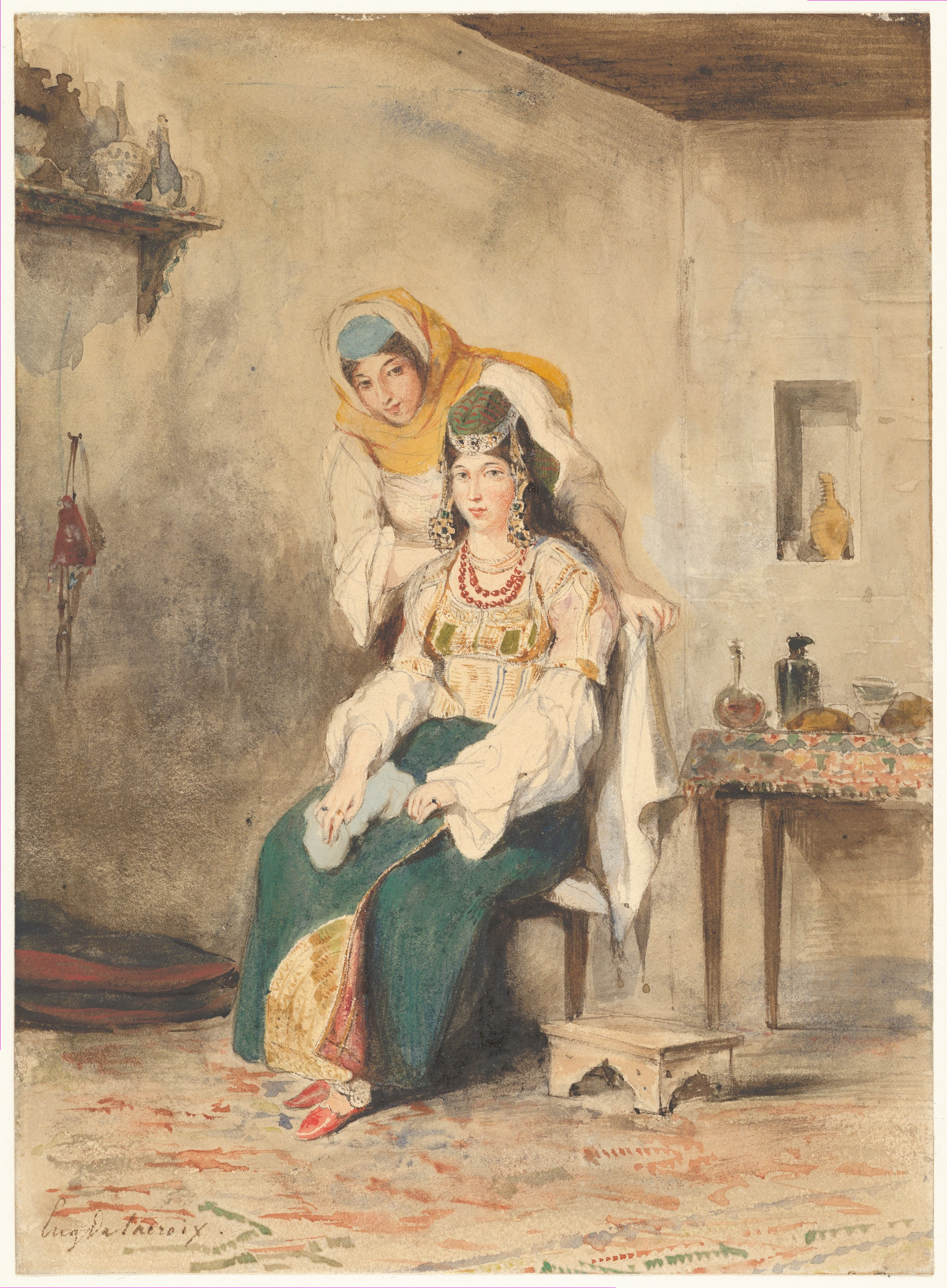
Eugène Delacroix, Saada, la moglie Abraham Ben-Chimol, e Préciada, una delle loro figlie, 1832

### Constable
- Dedham Lock (1820), eseguito nel 1820 da John Constable.

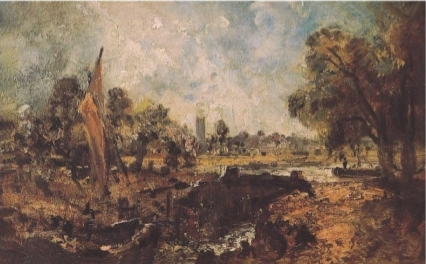
John Constable, Dedham Lock, 1820

### Daumier
- Lettura, eseguito nel 1860 eseguito da Honoré Daumier attualmente conservato presso una collezione privata a New York.[10]

### Gonzales
- La pianta fiorita, eseguito nel 1872 da Eva Gonzalès attualmente conservato presso una collezione privata.[11]

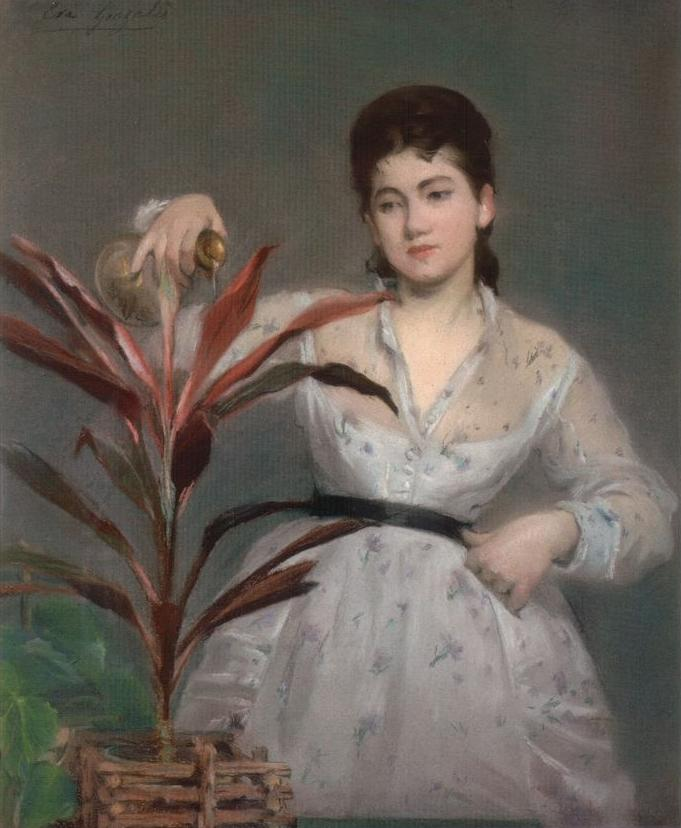
Eva Gonzalès, La pianta fiorita, 1872

- La servitrice, eseguito nel 1865 da Eva Gonzalès attualmente conservato presso una collezione privata.

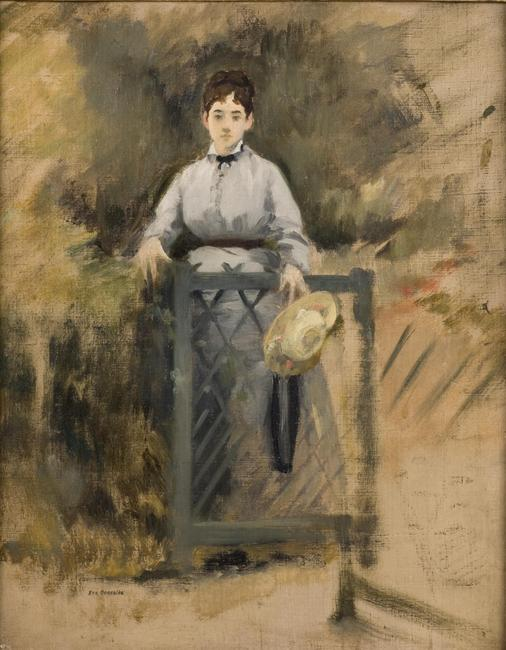
Eva Gonzalès, La servitrice, 1864

### Manet
- Donna con pappagallo, eseguito nel 1866 da Édouard Manet attualmente conservato presso il Metropolitan Museum of Art.

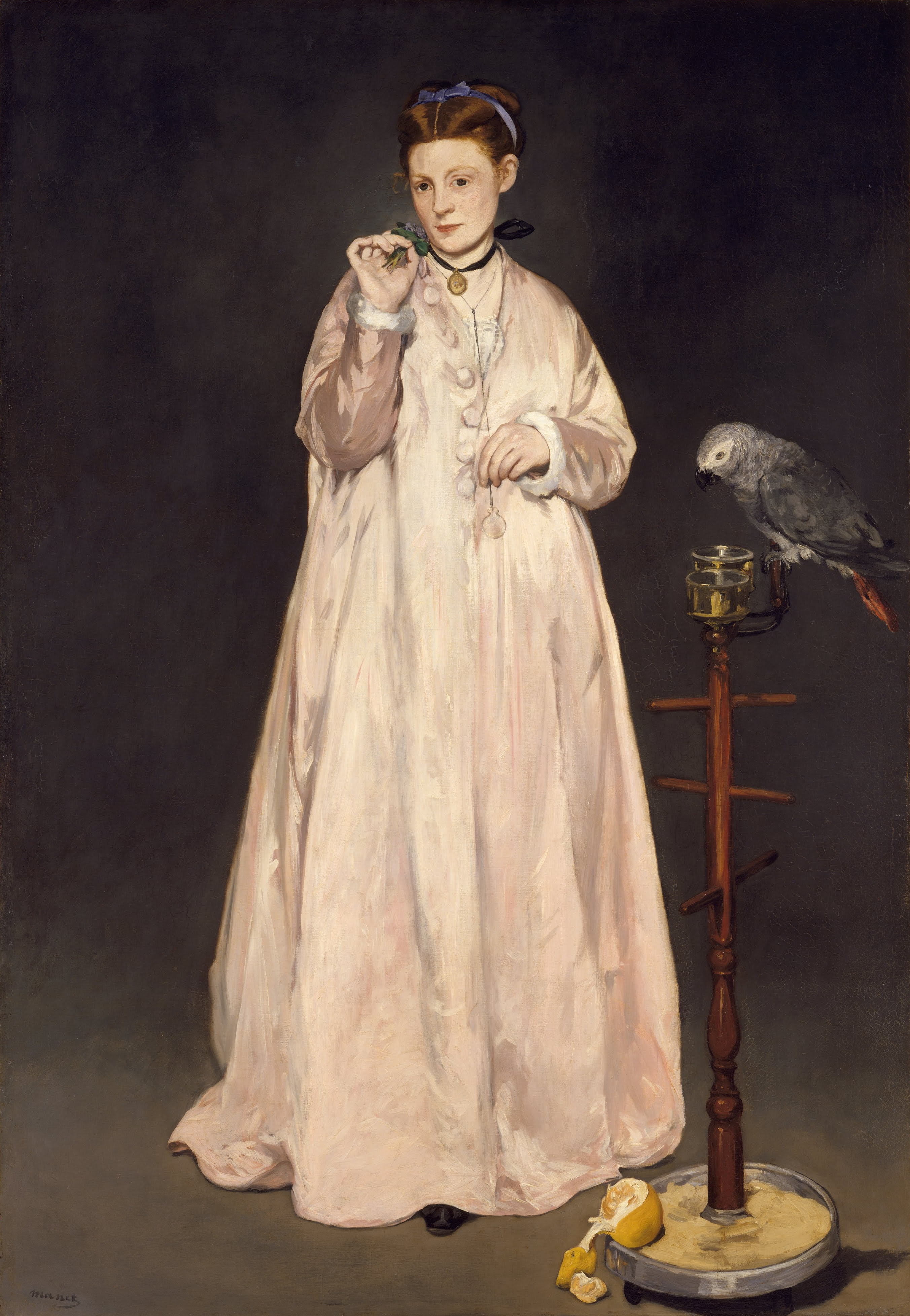
Édouard Manet, Donna con pappagallo, 1866

- Ragazzo che soffia bolle di sapone, eseguito nel 1867 da Édouard Manet attualmente conservato presso il Museu Calouste-Gulbenkian.

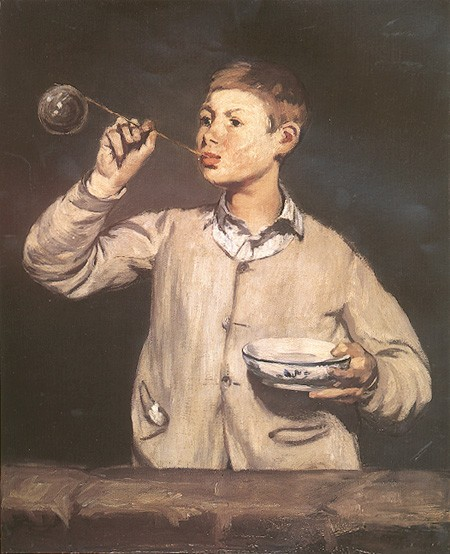
Édouard Manet, Ragazzo che soffia bolle di sapone, 1867

- The Croquet Game, eseguito nel 1873 da Édouard Manet attualmente conservato presso il Städel Museum.

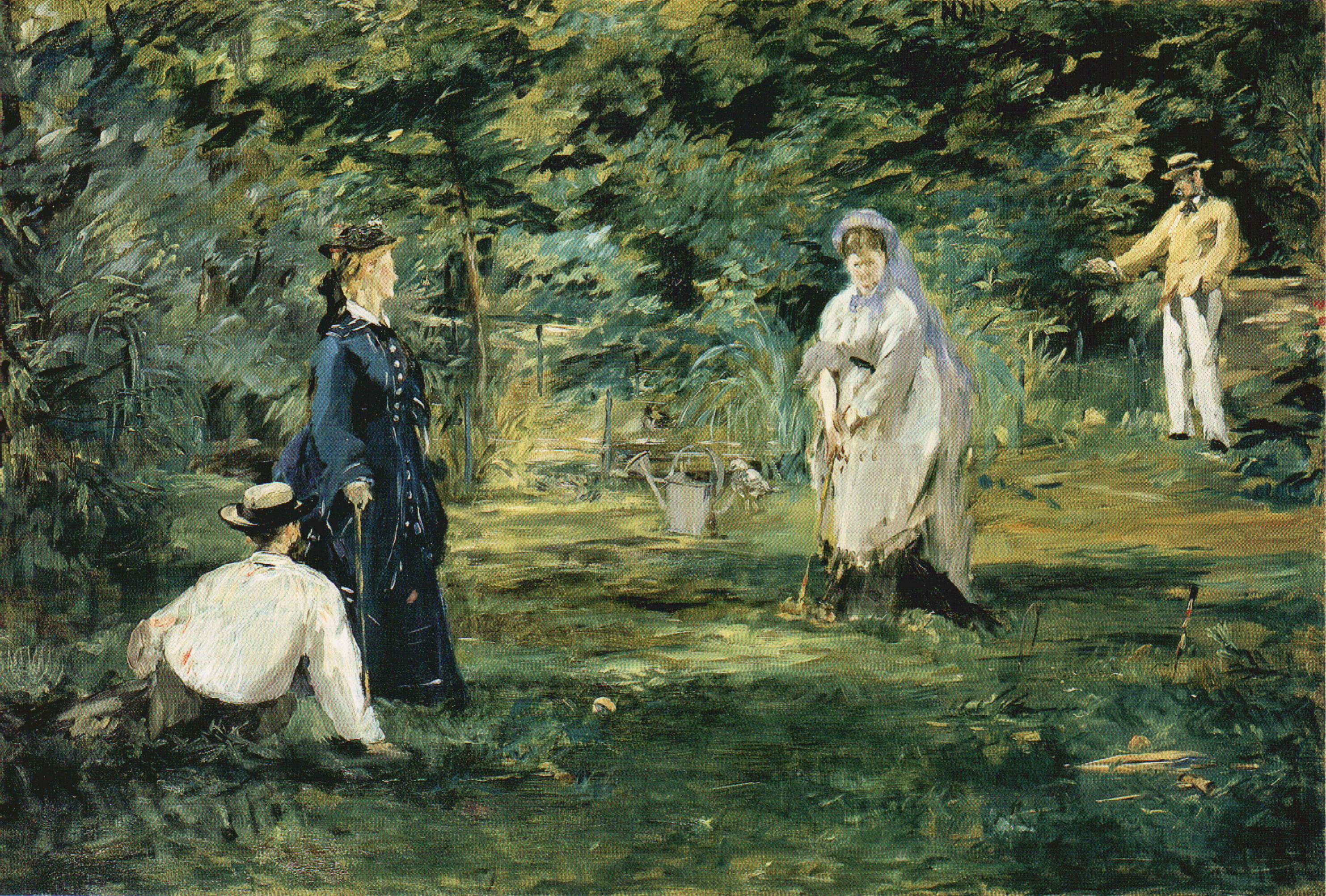
Édouard Manet, The Croquet Game, 1873

- Swallows, eseguito nel 1873 da Édouard Manet attualmente conservato presso la Collezione Bührle a Zurigo.

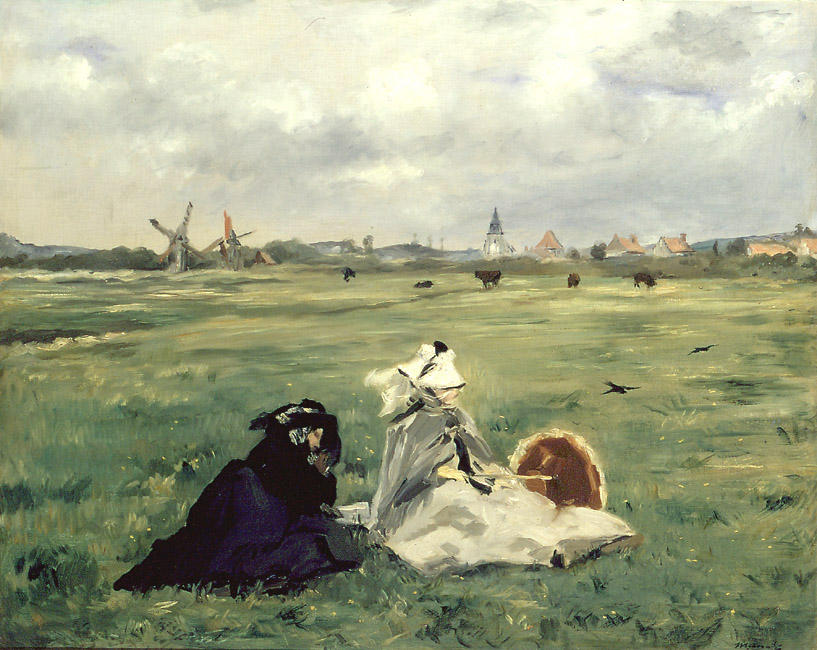
Édouard Manet, Swallows, 1873

- La viennese, eseguito nel 1881 da Édouard Manet attualmente conservato presso il Museo d'Orsay.[12]

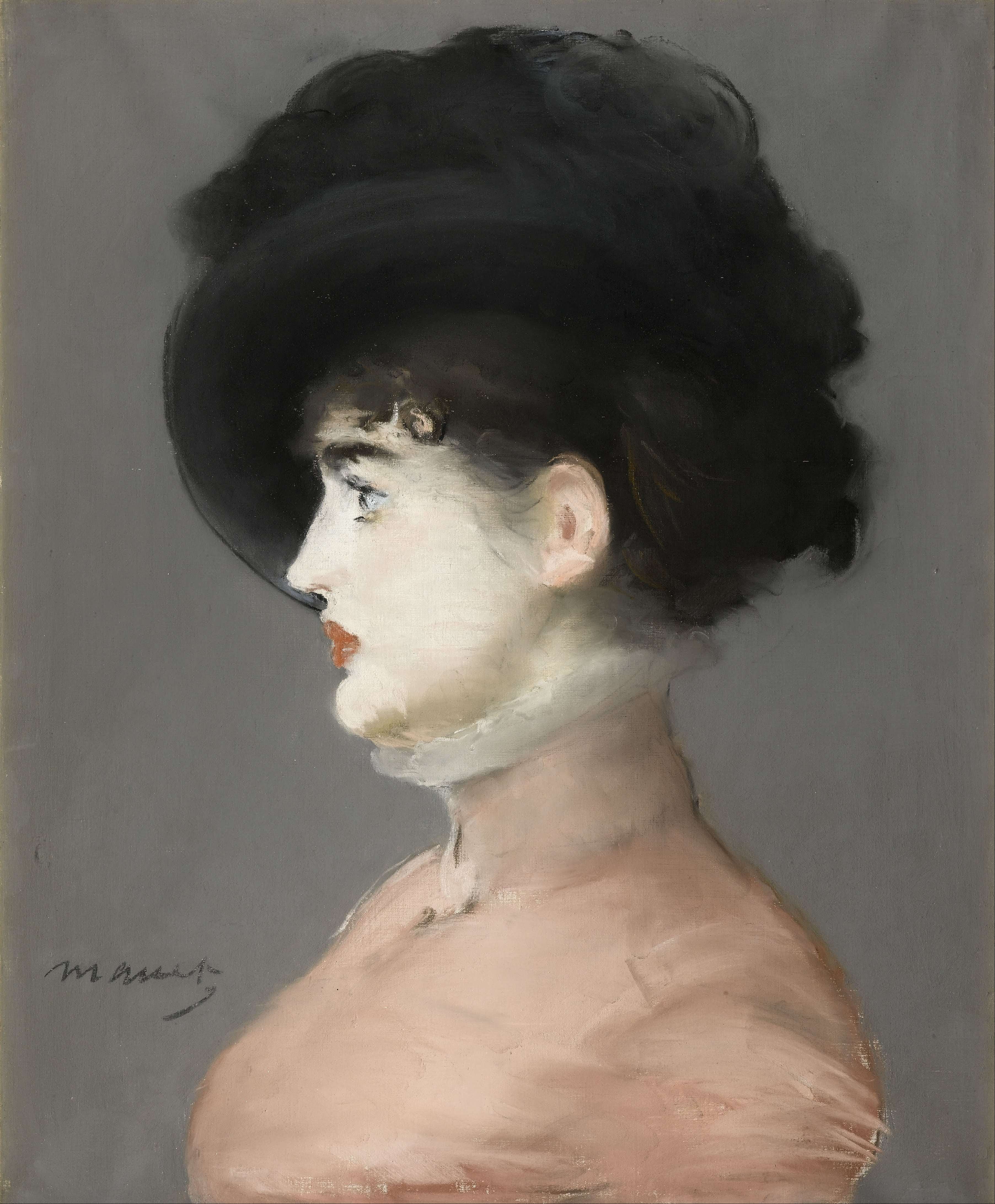
Édouard Manet, La Viennese, 1881

- Fuga di Rochefort, eseguito nel 1881 da Édouard Manet attualmente conservato presso il Museo d'Orsay.

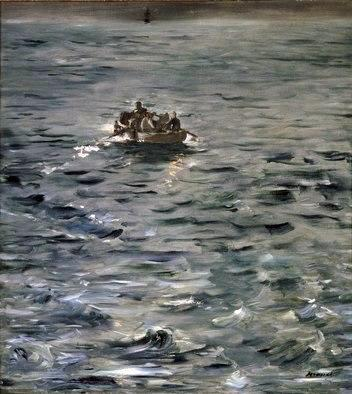
Édouard Manet, The Escape of Rochefort (1880-81) Museo d'Orsay di Parigi

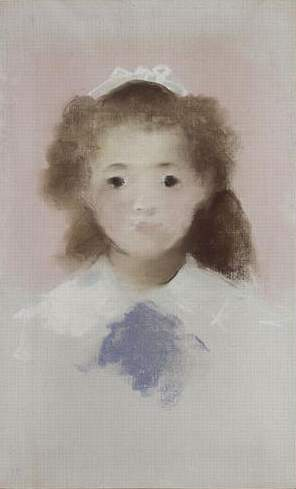
Suzanne Hecht Pontremoli, 1882 eseguito da Édouard Manet, Museo d'Orsay

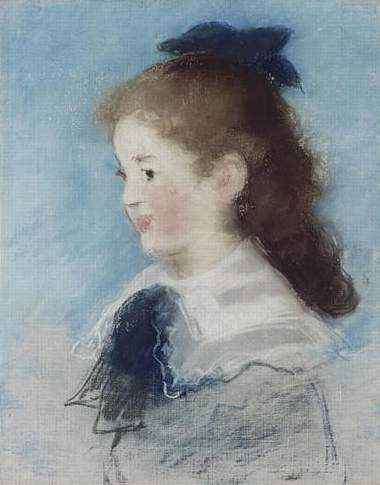
Suzanne Hecht Pontremoli 1882 eseguito da Édouard Manet, Museo d'Orsay

- Ritratto di Suzanne Hecht, eseguito da Édouard Manet nel 1882 attualmente conservato presso il Museo d'Orsay.

- Ritratto di Suzanne Hecht, eseguito da Édouard Manet nel 1882 attualmente conservato presso il Museo d'Orsay.

- Ritratto di Suzanne Hecht, eseguito da Édouard Manet nel 1882 attualmente conservato presso il Museo d'Orsay.

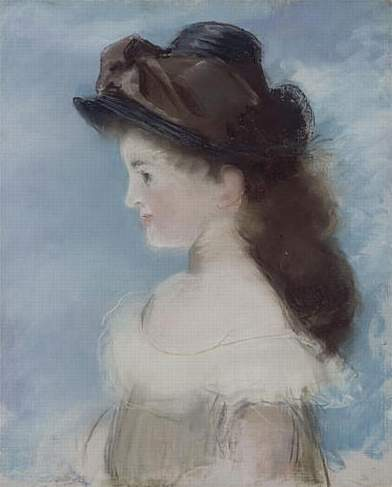
Suzanne Hecht Pontremoli 1882 eseguito da Édouard Manet, Museo d'Orsay

- Ballo in maschera all'Opera, eseguito da Édouard Manet nel 1873 attualmente conservato presso il National Gallery of Art.[13]

Édouard Manet, Ballo in maschera all'Opera, 1873

### Monet
- Vista di un porto, eseguito da Claude Monet nel 1871 attualmente conservato presso una collezione privata.[14]

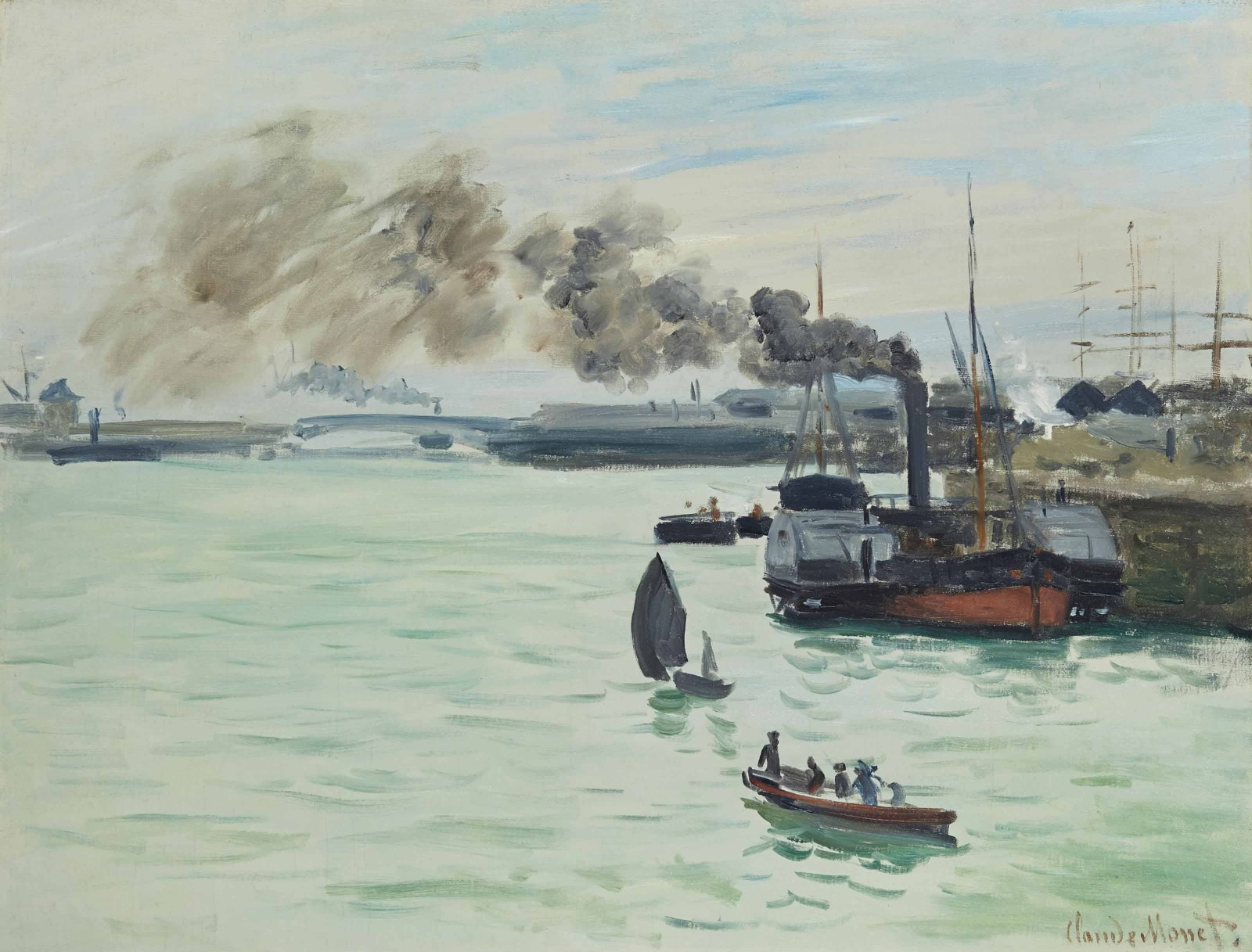
Claude Monet, Vista di un porto, 1871

- Barche nel porto di Londra, eseguito da Claude Monet nel 1871 attualmente conservato presso una collezione privata.[15]

Claude Monet, Barche nel porto di Londra, 1871

- Les déchargeurs de charbon, eseguito nel da Claude Monet nel 1875

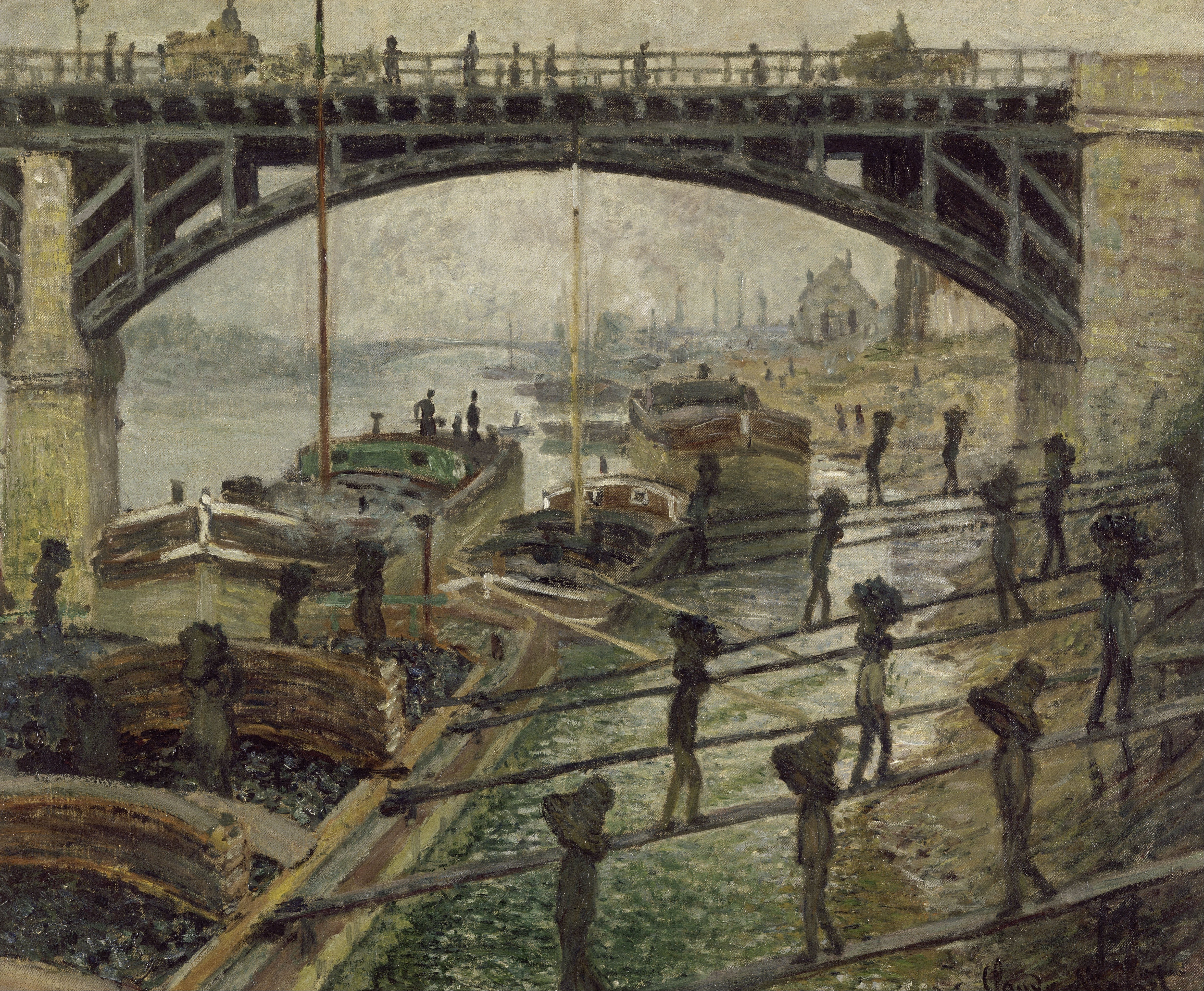
Claude Monet, Les déchargeurs de charbon, 1875

- Il lungo mare d'Argenteuil, eseguito nel 1882 da Claude Monet attualmente conservato presso il National Gallery of Art.[16]

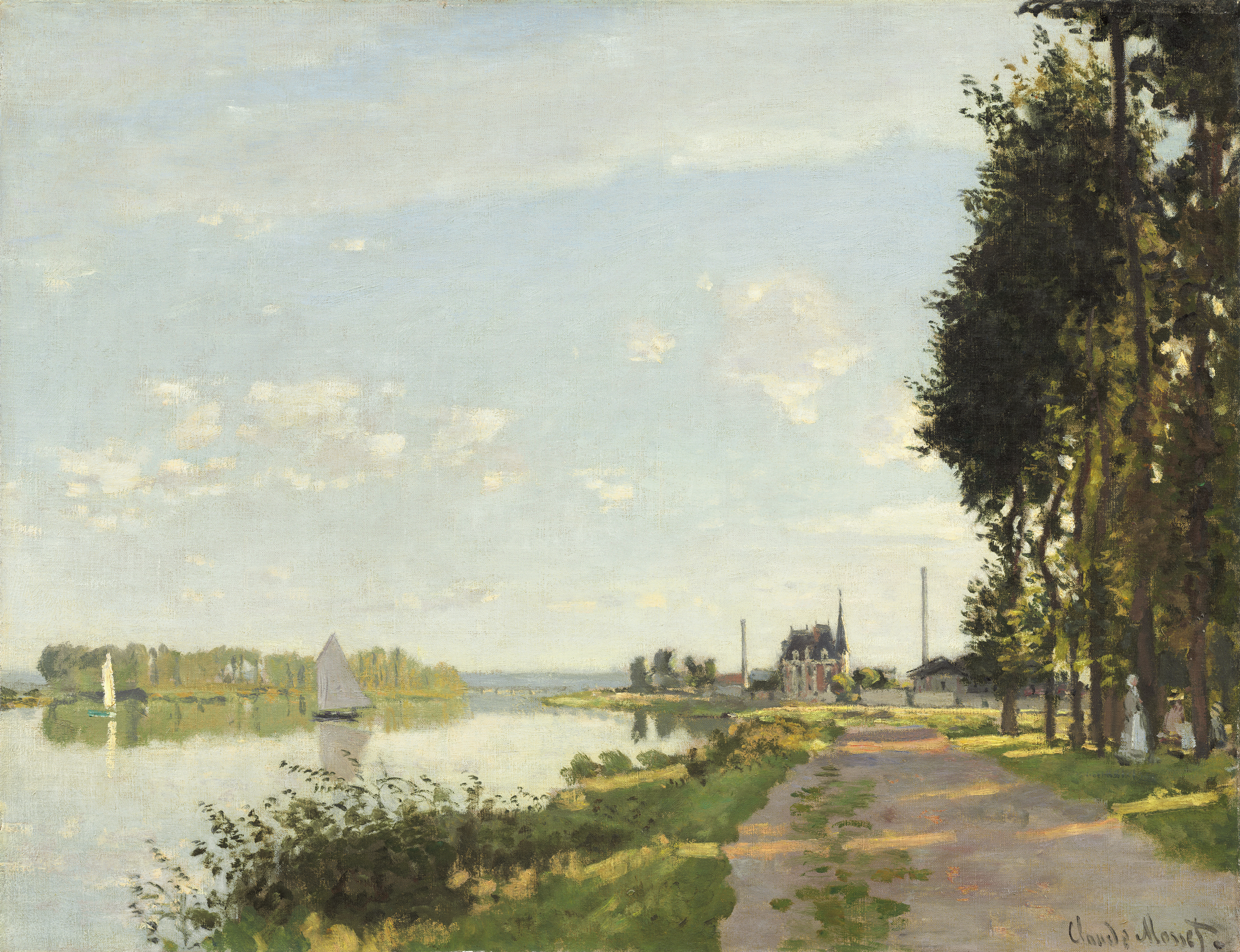
Claude Monet, Il lungo mare d'Argenteuil, 1882

- Regata a Sainte-Adresse, eseguito nel 1867 da Claude Monet attualmente conservato presso il Metropolitan Museum of Art.Claude Monet, Regata a Sainte-Adresse, 1867

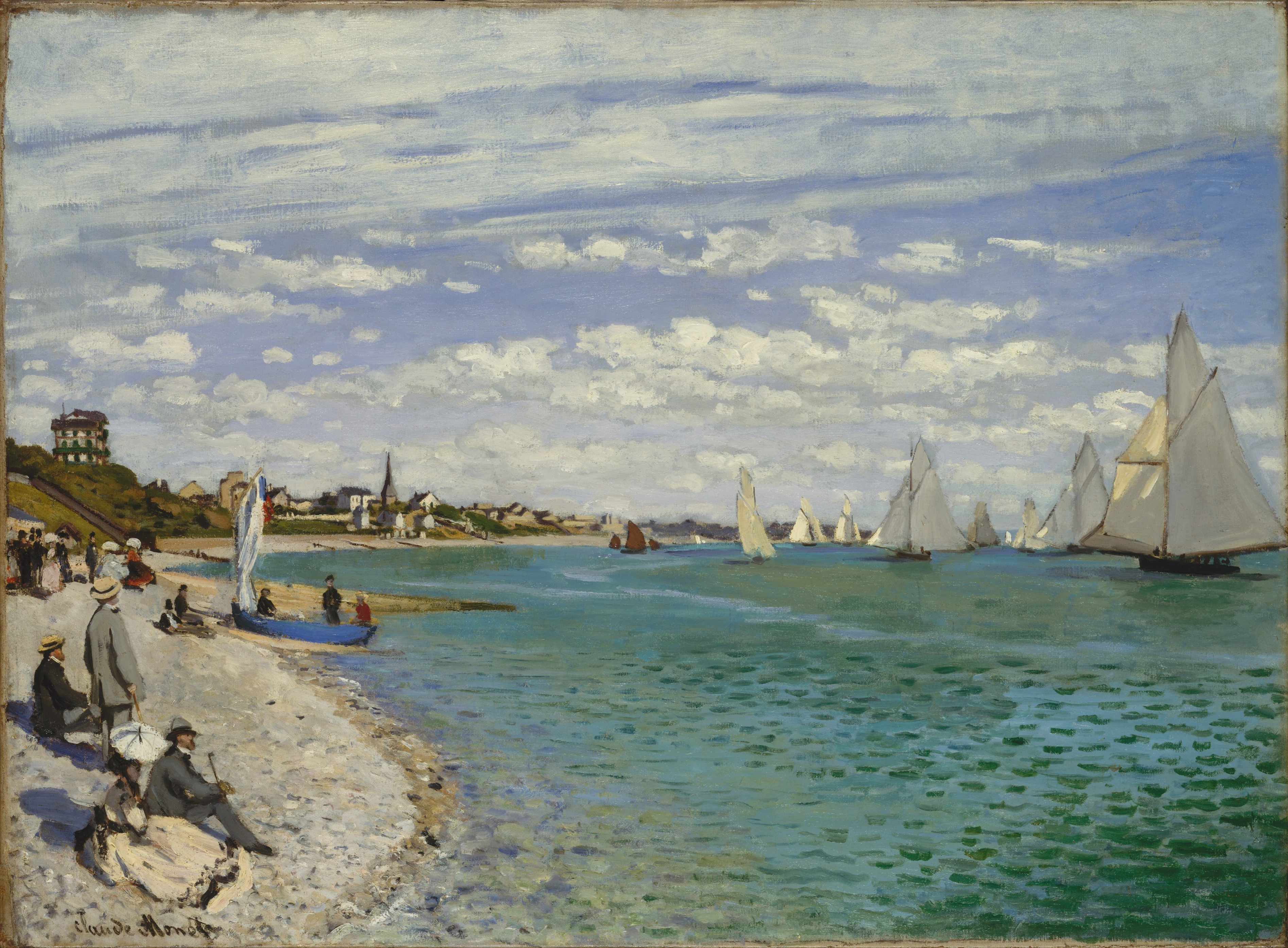
Claude Monet, Regata a Sainte-Adresse, 1867

### Corot
- La sera al lago d'Albano, eseguito da Jean-Baptiste Camille Corot nel 1855 attualmente conservato presso una collezione privata.[17]

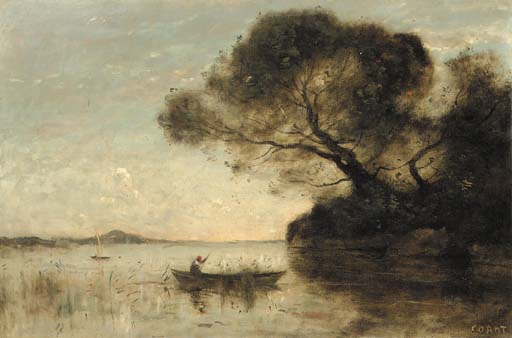
Jean-Baptiste Camille Corot, La sera al lago d'Albano, 1855

- Mattina sotto gli alberi, eseguito da Jean-Baptiste Camille Corot nel 1875 attualmente conservato presso una collezione privata.[18]

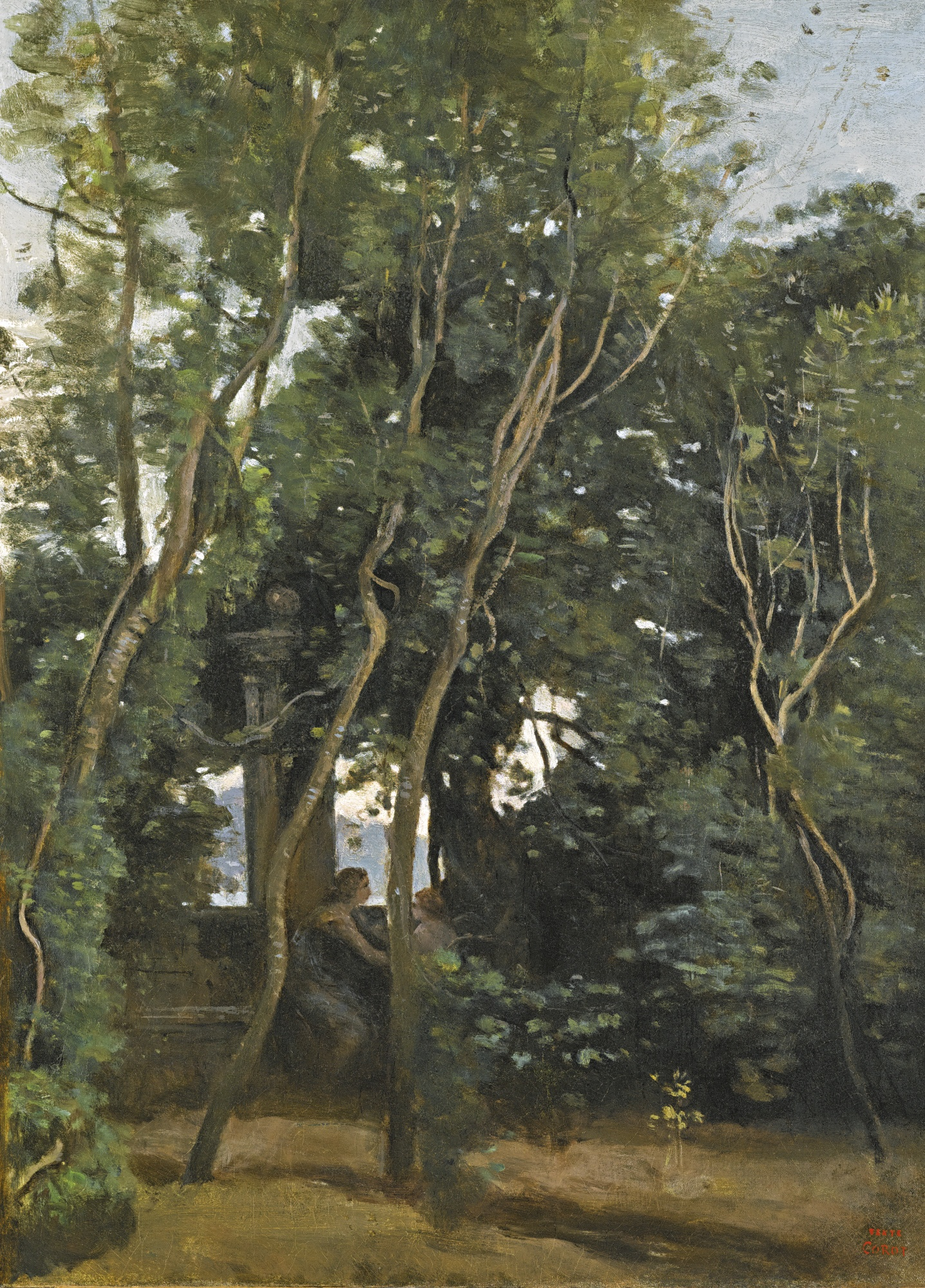
Jean-Baptiste Camille Corot, Mattina sotto gli alberi, 1875

- Souvenir of the Environs of Lake Nemi, eseguito da Jean-Baptiste Camille Corot nel 1865 attualmente conservato presso il Art Institute of Chicago.

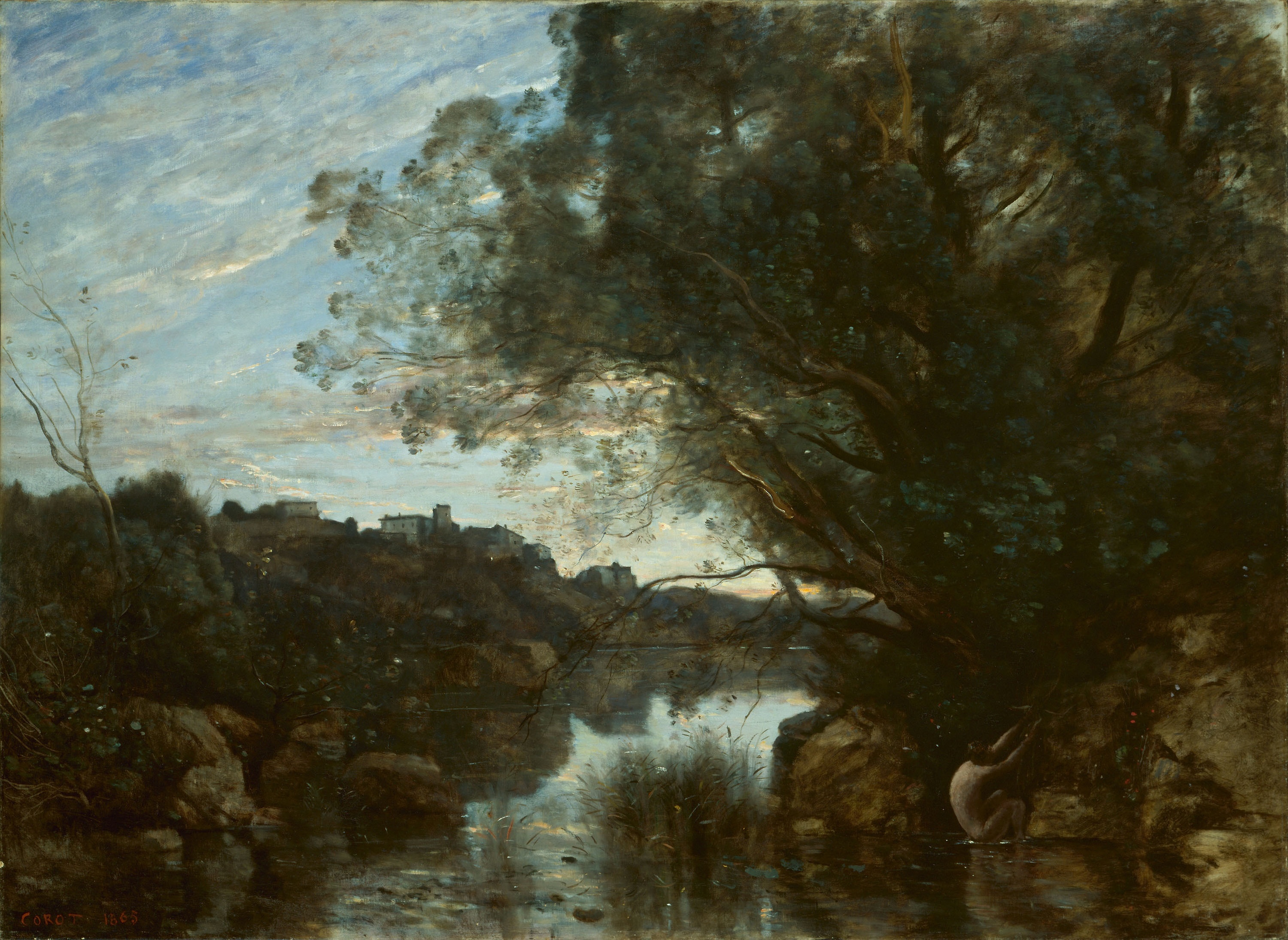
Jean-Baptiste Camille Corot, Souvenir of the Environs of Lake Nemi, 1865

- L'odalisque Sicilienne , eseguito da Jean-Baptiste Camille Corot nel 1872.

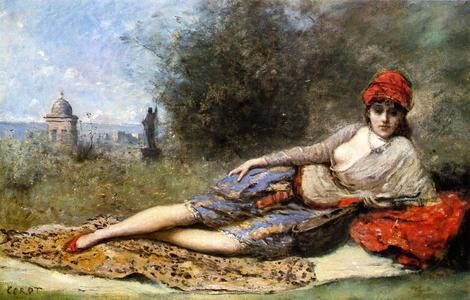
Jean-Baptiste Camille Corot, L'odalisque Sicilienne Corot, 1872

### Courbet
- L'uomo Ferito, eseguito nel 1844 da Gustave Courbet.[19]

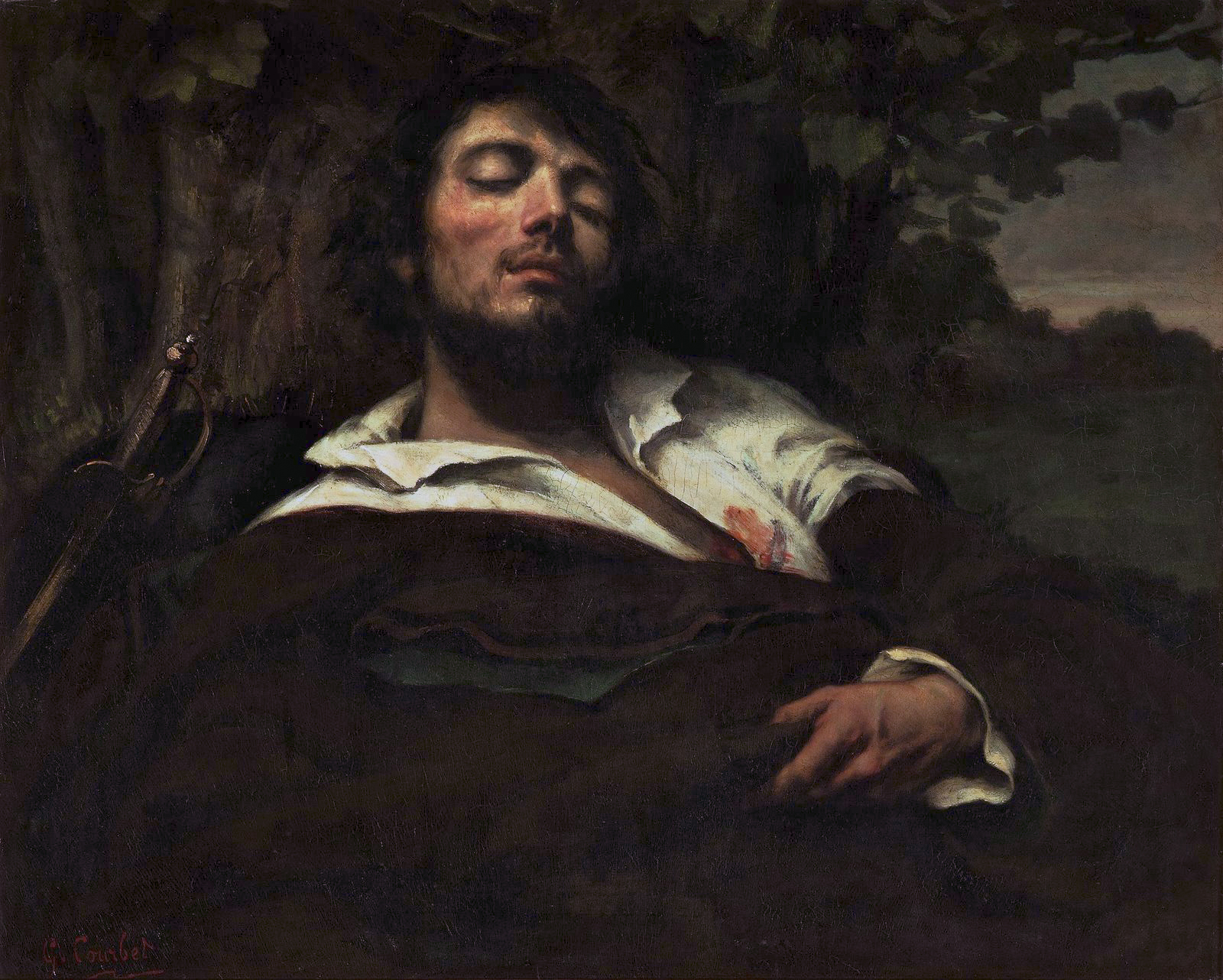
Gustave Courbet, L'uomo Ferito, 1844

- Madame Auguste Cuoq, eseguito nel 1852 da Gustave Courbet attualmente conservato presso il Metropolitan Museum of Art.[20]

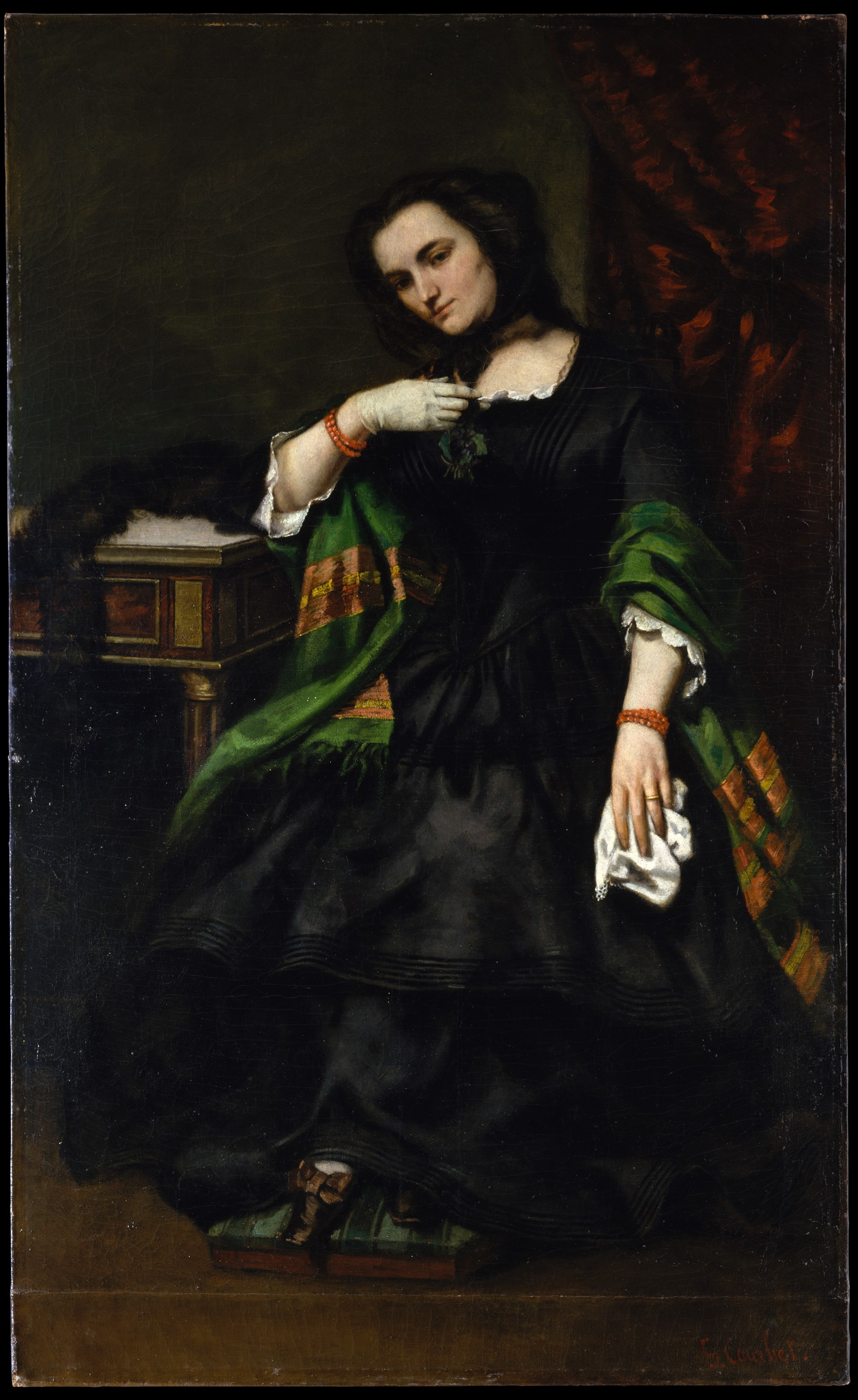
Gustave Courbet, Madame Auguste Cuoq, 1852

- La carreggiata della primavera. Lotta dei cervi, eseguito nel 1861 da Gustave Courbet attualmente conservato presso il Museo d'Orsay.[21]

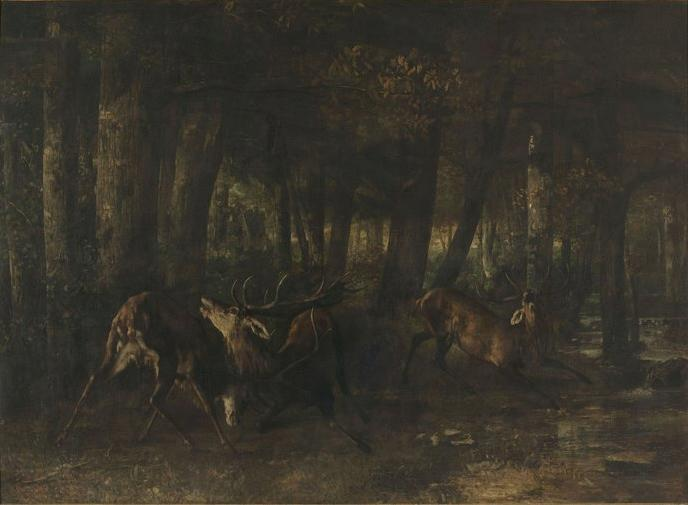
Gustave Courbet, La carreggiata della primavera. Lotta dei cervi, 1861

- Bordi rocciosi di la Loue, eseguito nel 1864 da Gustave Courbet attualmente conservato presso una collezione privata.[22]

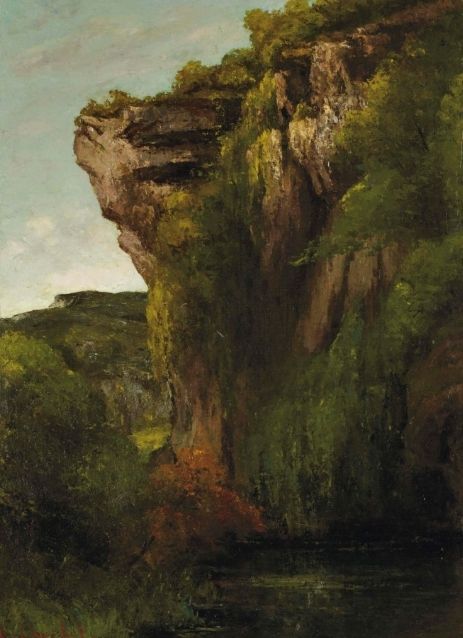
Gustave Courbet, Bordi rocciosi di la Loue, 1864

- La cascata, eseguito nel 1874 da Gustave Courbet attualmente conservato presso una collezione privata.[23]

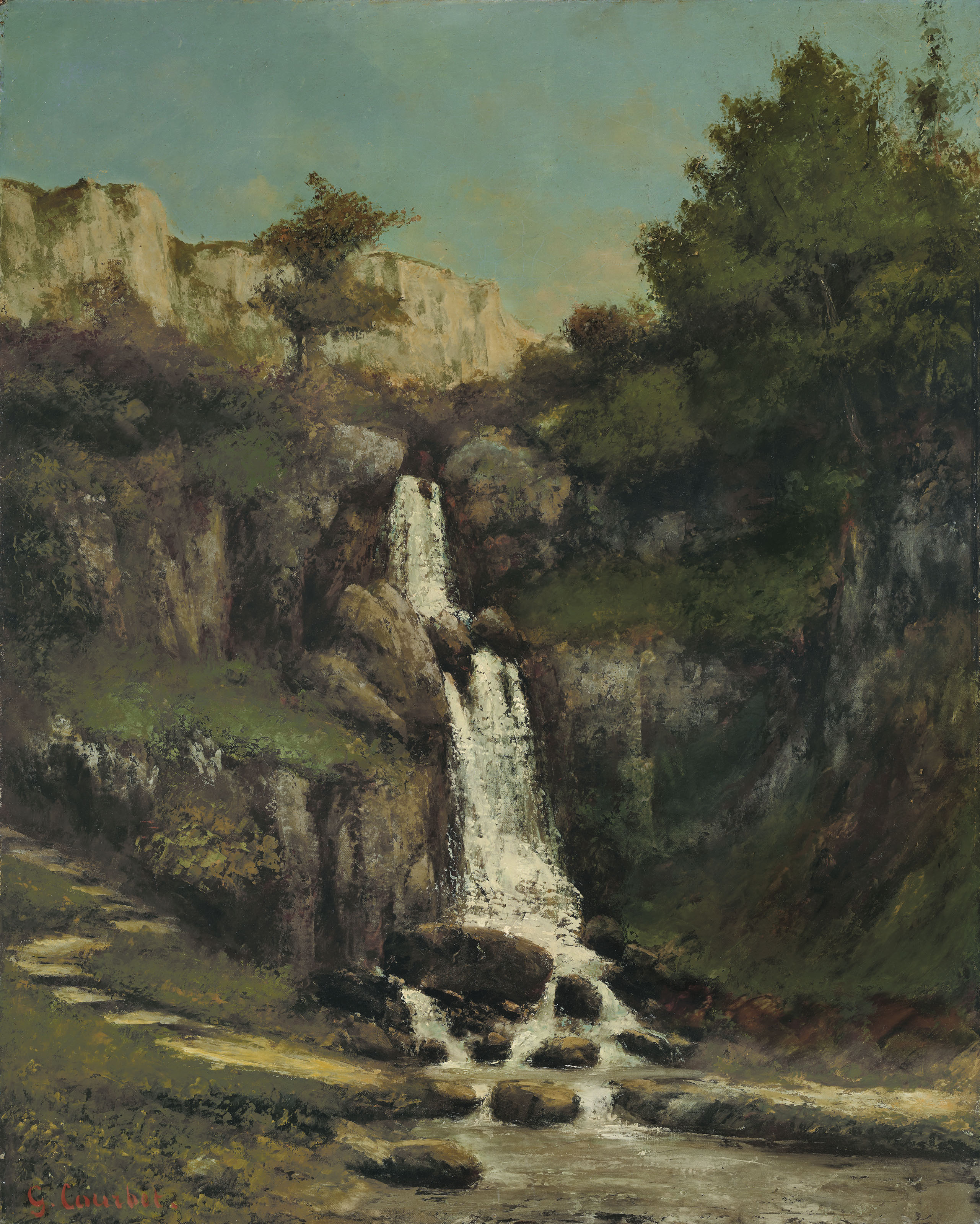
Gustave Courbet, La cascata, 1874

- La sorgente del Lison, eseguito nel 1864 da Gustave Courbet attualmente conservato presso i Musei statali di Berlino.[24]

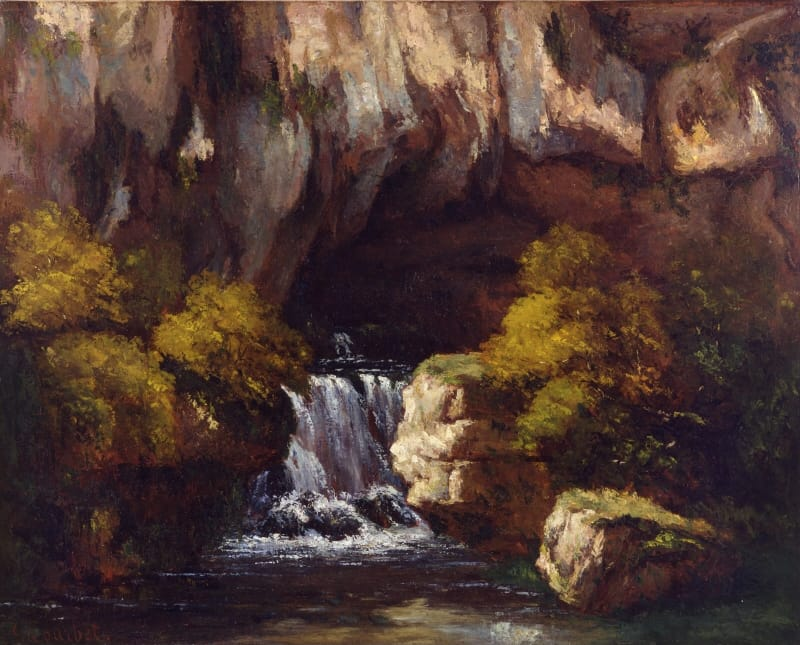
Gustave Courbet, La fonte del Lison, 1874

- L'Onda, eseguito nel 1865 da Gustave Courbet attualmente conservato presso il Walters Art Museum.[25]

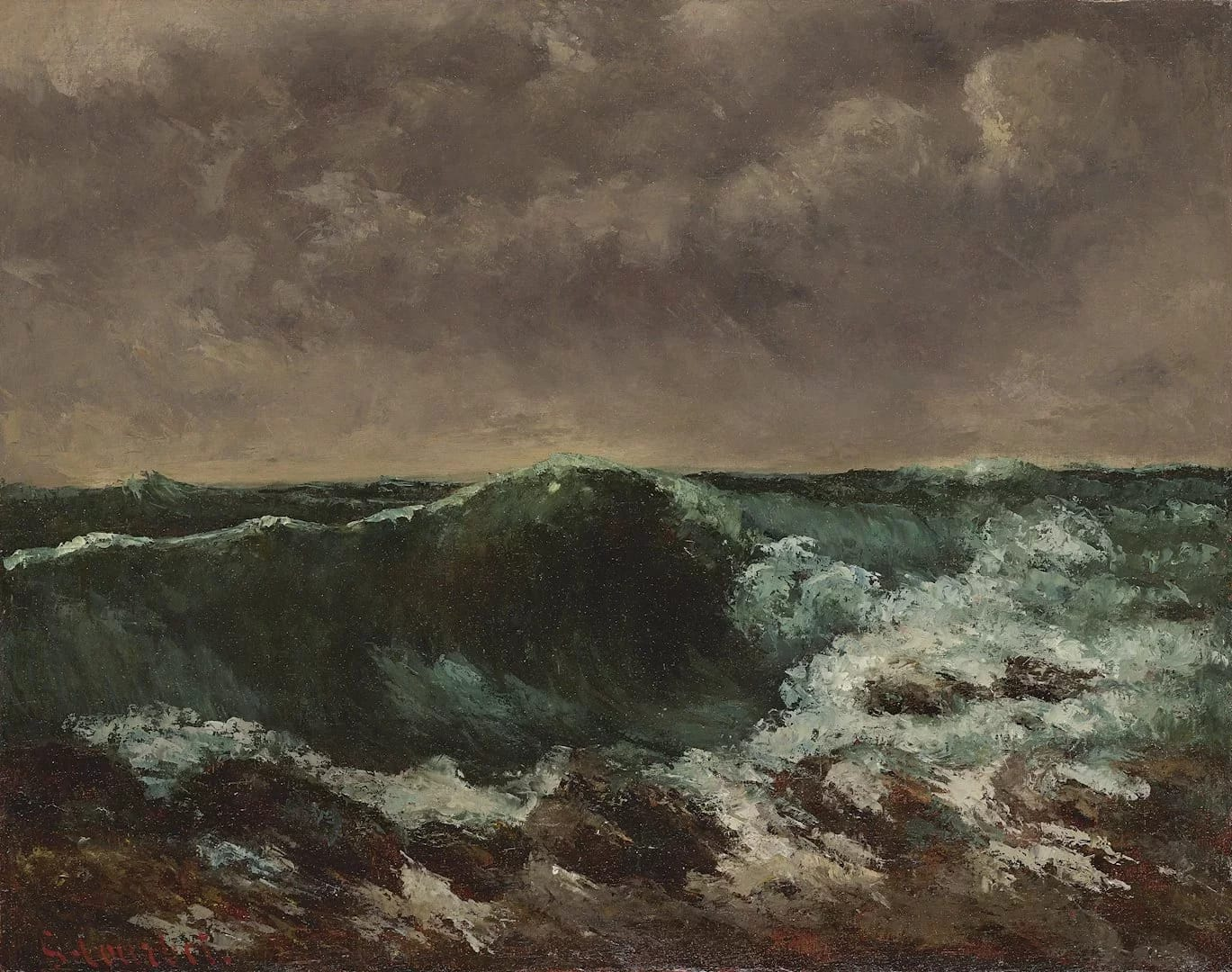
Gustave Courbet, L'Onda, 1865

- L'immensità, eseguito nel 1869 da Gustave Courbet attualmente conservato presso il Victoria and Albert Museum.[26]

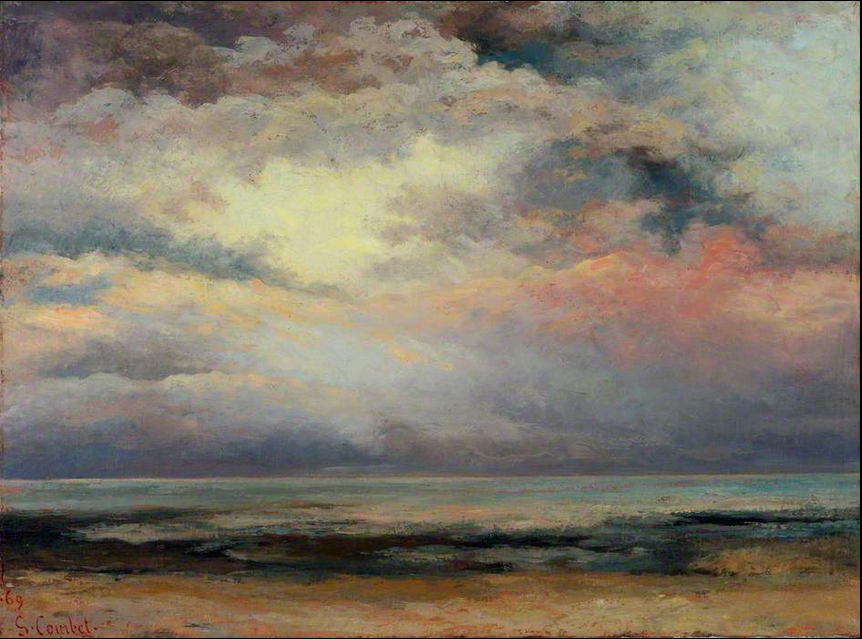
Gustave Courbet, L'immensità, 1869

### Degas
- Il Balletto di Robert le Diable, eseguito da Edgar Degas nel 1871 attualmente conservato presso il Metropolitan Museum of Art.

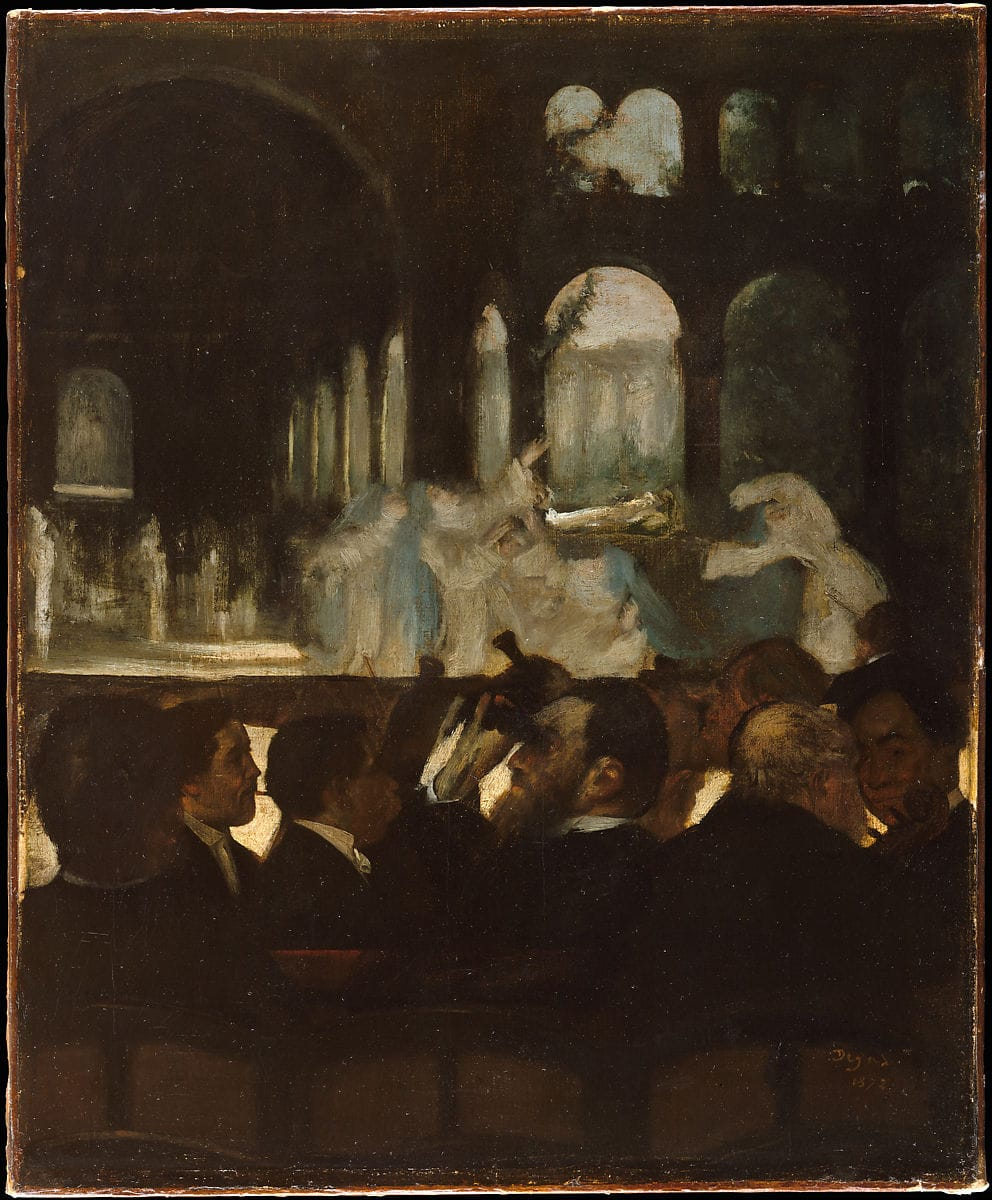
Edgar Degas,Il Balletto di Robert le Diable, 1871

- Il Balletto dell'Opera di Parigi, eseguito da Edgar Degas nel 1877 attualmente conservato presso il Art Institute of Chicago.[27]

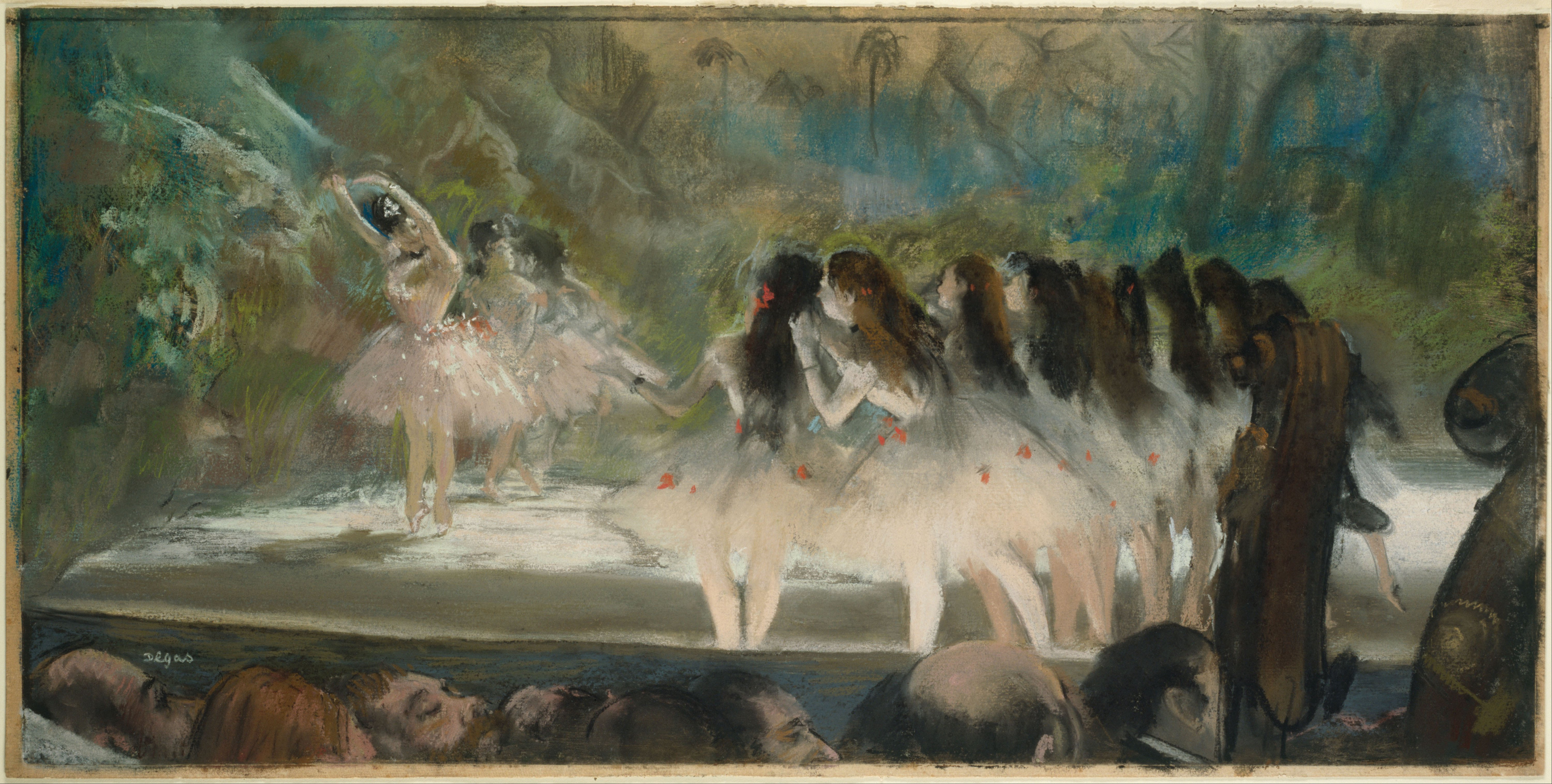
Edgar Degas,Il balletto dell'Opera di Parigi, 1877

### Renoir
- Prima del bagno, eseguito nel 1873 da Pierre-Auguste Renoir attualmente conservato presso il Barnes Foundation.[28]

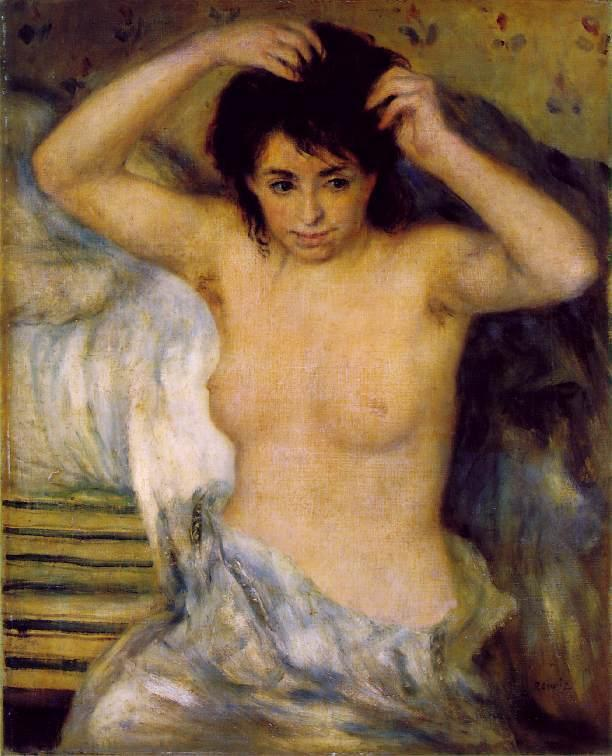
Pierre-Auguste Renoir, Prima del bagno, 1873

### Barye
- Gruppo di bisonti, eseguito nel 1810 da Antoine-Louis Barye attualmente conservato presso il Metropolitan Museum of Art.[29]

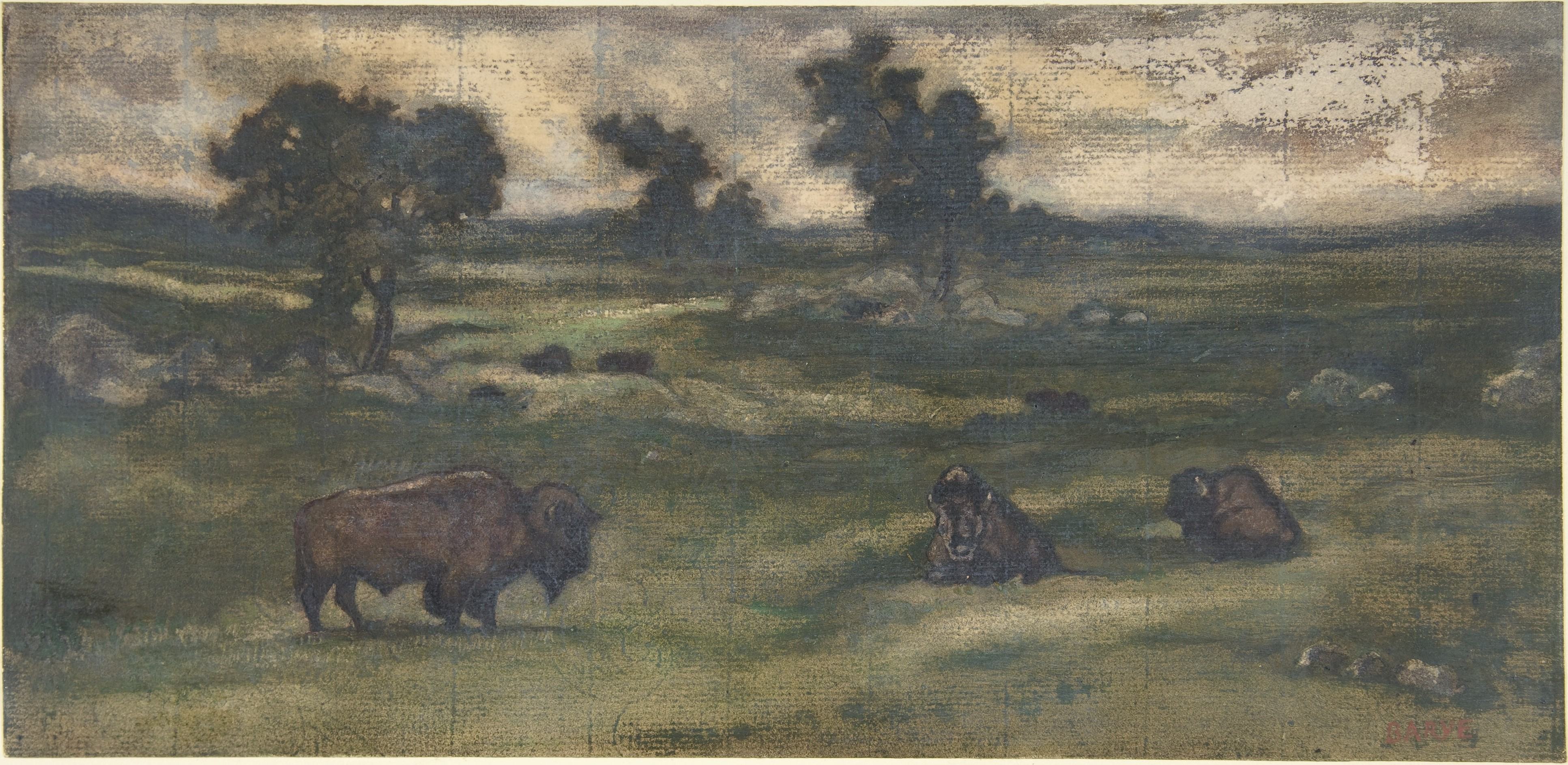
Antoine-Louis Barye, Gruppo di bisonti, 1810

### Sisley
- Il lavatoio di Bougival, eseguito nel 1877 da Alfred Sisley attualmente conservato presso una collezione privata.[30]

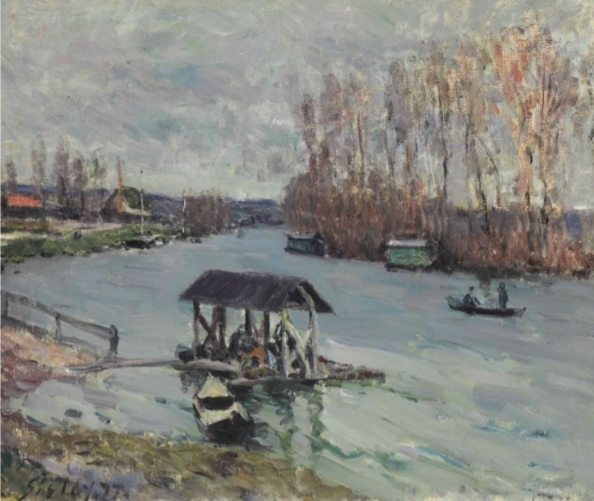
Alfred Sisley, Il Lavatoio di Bougival, 1877